# Попович Володимир (мистецтвознавець)
Володимир Попо́вич (нар. 7 грудня 1922, Перемишль - 8 грудня 2015, Сен-Дені, Франція) — український лікар та політик у Бельгії. Відомий як  мистецтвознавець, архівіст, бібліофіл, колекціонер українського художнього мистецтва.

## Біографія
Народився 7 грудня 1922 року в селі Вільшанках біля Перемишля (тепер Перемишль, Польща). З 1944 року проживав в Німеччині, Бельгії, з 1989 року у Франції.
Його батько мав цегельню, обіймав посаду сільського війта і був убитий польськими терористами 1945. Володимир майже рік пропрацював лаборантом в університетському госпіталі у Відні, навесні 1945-го по дорозі до Ерфурта його затримали американські солдати, але він порятувався втечею. Попович дістався до табору бельгійського Червоного Хреста і завдяки стипендії Українського допомогового комітету (УДК) продовжив навчання в Лювенському університеті на медичному факультеті (1945–1950). 
З 1954 працював лікарем, робив у приватній клініці в Ґенті. 
Як студент Володимир Попович став членом УДК і Спілки української молоді (СУМ); у 1952–1986 очолював Український допомоговий комітет; у 1971–1987 рр. був редактором газети «Вісті УДК».
Колекціонував твори Андрієнка, Зарицької, Грищенка, Сологуба, Дольницької. 
Його збиральництво почалося зі старих географічних карт українських земель,  1953 Попович познайомився у Франції з Софією Зарицькою і придбав у неї перший твір до своєї колекції. Він сам непогано рисував і в університеті в Лювені робив карикатури. 
Не мав спеціальної художньої освіти, але в Українській гімназії в Перемишлі (1936–1939) вчителькою малювання була у нього Олена Кульчицька. «Вона не тільки вчила малювати, але й давала виклади про українське мистецтво і матеріальну культуру», – згадував він.
1963 Петро Мегик почав видавати в Філадельфії журнал «Нотатки з мистецтва», запросив Поповича до співпраці, і той створив цикл цінних  публікацій під власним ім'ям та псевдонімом Володимир Ладиженський. 
Друкувався в емігрантських виданнях «Сучасність», «Аванґард», «Терем». Ретельно збирав і розкладав по персоналіях документи, вирізки з газет, фотографії. 
Загалом Володимир Попович написав понад 150 статей про українське митців, видав монографії про Григорія Крука (1969), Михайла Андрієнка (1969), Марію Дольницьку (1978), Григорія Пецуха, Галину Мазепу (1982, спільно з Св. Гординським). Опублікував цінні розвідки про Олександра Архипенка у Франції, про Софію Левицьку та Олексу Грищенка, залишив багато матеріалів для майбутніх дослідників українського мистецтва.

## Праці
Монографії про художників:
- «Михайло Андрієнко» (Мюнхен, 1969);
- «Марія Дольницька» (Нью-Йорк, 1978);

Статті  про С. Левицьку, С. Зарицьку, П. Омельченка, Г. Крука, І. Нижник-Винників та інші у щорічнику «Нотатки з мистецтва» (Філадельфія, США).